# Iffeldorf
Iffeldorf é um município da Alemanha, situado no distrito de Weilheim-Schongau, no estado da Baviera. Tem 27,61 km² de área, e sua população em 2019 foi estimada em 2.682 habitantes.